# Guo Wenzhi
Paul Guo Wenzhi (* 11. Januar 1918 in Qiqihar, China; † 29. Juni 2006 ebenda) war Bischof der Diözese Qiqihar in der nordchinesischen Provinz Heilongjiang.

## Leben
Guo wurde 1948 zum Priester und 1989 zum Bischof geweiht.
1954 wurde der angehende Priester von der Kommunistischen Partei Chinas als "Konterrevolutionär" zu zehn Jahren Strafarbeitslager verurteilt. Nach seiner Entlassung war er maßgeblich am Aufbau der romtreuen Kirche in der Diözese Qiqihar in Nordchina beteiligt. 1989 wurde er erneut für einige Monate inhaftiert, weil er an einer Begegnung von mehreren Bischöfen der Untergrundkirche teilgenommen hatte.
Im August 2000 übergab er aus Altersgründen die Leitung der Diözese Qiqihar an Wei Jingyi, der 1995 zum Bischof-Koadjutor ernannt worden war und im Oktober 2005 von Papst Benedikt XVI. zum Bischof geweiht wurde. Auch sein Nachfolger hat Erfahrungen mit der chinesischen Regierung und verbrachte 1987 bis 1989 sowie 1990 bis 1992 in Arbeitslagern.
Guo starb nach längerer Krankheit.